# Страна призраков (роман)
«Страна призраков» (англ. Spook Country) — роман американского писателя-фантаста Уильяма Гибсона.
Гибсон анонсировал эту книгу 6 октября 2006 года в своём блоге, где выложил несколько непоследовательно идущих фрагментов будущей книги.
Это привело читателей к спорам и догадкам относительно сюжета и содержания произведения ещё до его выхода. Книга была начата в феврале 2006 года, и входит в серию с предыдущей книгой, «Распознавание образов». В интервью журналу PC Magazine Гибсон высказался, что сюжет «Страны призраков» разворачивается «в том же мире, который более или менее является тем миром, в котором мы живём сейчас».
(В книге действие происходит в 2006 году).

## Персонажи
Холлис Генри — бывшая участница распавшейся группы «Кёфью», известной в начале 1990-х годов. Теперь — вольнонаёмная журналистка, получившая предложение написать статью о «локативном искусстве» для готовящегося к запуску европейского журнала «Нод».
Тито — член семьи, перебравшейся с Кубы в США и занимающейся шпионажем.
Милгрим — наркозависимый переводчик с русского языка, оказавшийся заложником некоей загадочной личности Брауна, являющегося то ли сотрудником АБН, то ли какой-то иной государственной силовой структуры, и выполняющей для него переводы СМС-переписки членов семьи кубинских эмигрантов (одним из которых является Тито), ведущейся на волапюке. Зависимость от транквилизаторов, которыми обеспечивает его Браун, не в меньшей степени удерживает Милгрима от побега, чем угроза физической расправы в случае попытки осуществления этого плана. Милгрим — сложная, многогранная личность, чутко улавливающая самые тонкие нюансы происходящих вокруг него событий.
Браун — тёмная личность, имеющая отношения к какой-то из государственных силовых структур.

## Издания на русском языке
Первое издание романа на русском выпустило издательство АСТ (ISBN 978-5-17-046092-2, 978-5-17-060759-4), переводчице Юлии Моисеенко была вручена Антипремия «Абзац» 2008 года за этот перевод.
В 2016 году роман переиздала «Азбука» (ISBN 978-5-389-08792-7).